# Северомуйск (станция)
Северому́йск (Муякан) — станция Северобайкальского региона Восточно-Сибирской железной дороги на Байкало-Амурской магистрали (1385 километр).
Находится в 7 км по автодороге к востоку от посёлка городского типа Северомуйска Муйского района Республики Бурятия, в 1 км южнее реки Муякан.
Бывшую станцию Муякан собирались строить и оформлять силами белорусских рабочих и архитекторов. Был спроектирован вокзал в национальном стиле. Однако планы строительства БАМа изменились и станция так и осталась разъездом без вокзала. Причиной стало затягивание строительства Северомуйского туннеля, вследствие которого временный посёлок у туннеля и станции Казанкан стал постоянным, а посёлок и вокзал на запланированном месте так и не были построены.

## Пригородное сообщение по станции
| № поезда | Маршрут движения   | № поезда | Маршрут движения   |
| -------- | ------------------ | -------- | ------------------ |
| 6373     | Таксимо — Окусикан | 6374     | Окусикан — Таксимо |